# Ґафар-Бехі
Ґафар-Бехі (перс. غفاربهی) — село в Ірані, входить до складу дехестану Південний Назлуй у Центральному бахші шахрестану Урмія провінції Західний Азербайджан.